# Cnemidochroma phyllopus
Cnemidochroma phyllopus  (лат.) — вид жуков-усачей рода Cnemidochroma из подсемейства Cerambycinae. Обнаружены в Южной Америке (Аргентина, Бразилия, Парагвай, Уругвай). Растения-хозяева: Rapanea umbellata (Myrsinaceae) и Pouteria sp. (Sapotaceae). Период активности: ноябрь, декабрь, январь, февраль и март. Вид был впервые описан в 1844 году французским зоологом Феликсом Эдуардом Герен-Меневиллем первоначально под названием Callichroma phyllopus
. В 1965 году включён в состав рода Cnemidochroma.